# Richard Altmann
Richard Altmann (12 de março de 1852 - 8 de dezembro de 1900) foi um patologista e histologista alemão. Estudou medicina e recebeu doutorado na Universidade de Giessen, em 1877. Posteriormente, ele foi um dissecador em Leipzig, e em 1887 tornou-se um professor de anatomia. Ele morreu em 7 de Dezembro de 1900 em Hubertusburg em 1900 a partir de um distúrbio nervoso.
Altmann é conhecido pelo seu trabalho envolvendo  estrutura e teoria das células. Em seus estudos de células animais, ele investigou pequenos grânulos no protoplasma da célula. Ele melhorou os métodos de fixação, por exemplo, sua solução de dicromato de potássio e textroxide de ósmio e desenvolveu uma técnica histológica que consiste em ácido pícrico, anilina e ácido fucsina e é utilizada para colorizar mitocôndrias em carmesim contra um fundo amarelo. Associado essa técnica de aplicação de ácido-fucsina contrastado por ácido pícrico em meio de aquecimento delicado de coloração, ele observou filamentos a quase todos os tipos de célula, desenvolvido a partir de grânulos. Ele nomeou esses grânulos de "bioblasts"  e explicou  serem organismos elementares que tinham autonomia  metabólica e genética.  Hoje as "bioblasts" são conhecidas como mitocôndrias. Em 1890, Altmann publicou seus achados em um tratado chamado Die Elementarorganismen (Os organismos elementares), a explicação dele atraiu muito ceticismo e duras críticas da comunidade científica.
Altmann também é creditado pela cunhagem do termo "ácidos nucleicos", ele obteve a nucleína com auto grau de pureza e assim pode comprovar a sua natureza acida dando-lhe então a nomenclatura de acido nucleico, substituindo assim, o termo "nucleína" de Friedrich Miescher (1844-1895).